# Белка Коллье
Белка Коллье (лат. Sciurus colliaei) — вид грызунов рода белки. Видовое название дано в честь британского натуралиста Александра Коллье (1793—1835).

## Ареал
Эндемик Мексики.

## Местообитание
Высота проживания: от уровня моря до 1290 м и до 2190 м. Этот вид широко распространен, но с низкой плотностью. Этот вид может быть найден в густых тропических или субтропических лесах вдоль Тихоокеанского побережья Мексики.

## Биологическое описание
Верх тела желтовато-серый, стороны бледнее чем спина, низ белый (очень редко бело-оранжевый или оранжевый). Основание хвоста такого же цвета, что и спина, остальная его часть сверху черная, усыпанная белым, а снизу сизо-серая или черновато-желтая, обрамленная белым. Случаи меланизма неизвестны. Зубная формула: I 1/1, C 0/0, P 1-2/1, M 3/3 = 22-24.

## Поведение
Гнезда из веток и листьев могут быть в дуплах деревьев или в густых ветвях.

## Питание
Это плодоядное и травоядное животное, питается орехами и инжиром.

## Размножение
Размножение происходит в марте и апреле.

## Охрана
Хотя это не рассматривается как серьезная угроза, однако вид страдает от вырубки леса и охоты. Никаких конкретных мер по сохранению этого вида не производится. Есть природоохранные территории в пределах распространения вида.

## Подвиды
Выделяется 4 подвида:
- S. c. colliaei (Richardson, 1839)
- S. c. nuchalis (Nelson, 1899)
- S. c. sinaloensis (Nelson, 1899)
- S. c. truei (Nelson, 1899)